# 格熱戈日·山杜米爾斯基
格熱戈日·山杜米爾斯基（波蘭語：Grzegorz Sandomierski；1989年9月5日—）是一位波蘭足球運動員。在場上的位置是守門員。他現在效力於波蘭足球甲級聯賽球隊比得哥什足球俱樂部。他曾效力於英格蘭球隊布萊克本流浪者足球俱樂部。他也代表波蘭國家足球隊參賽。